# Serrat de Sant Miquel (Artesa de Segre)
El Serrat de Sant Miquel és una serra situada al municipi d'Artesa de Segre a la comarca de la Noguera, amb una elevació màxima de 1.030 metres.